# Innovation frugale
L'innovation frugale est une démarche consistant à répondre à un besoin de la manière la plus simple et efficace possible en utilisant un minimum de moyens. Elle est souvent résumée par le fait de fournir des solutions de qualité à moindre coût socioenvironnementaux ou d'innover mieux avec moins,,,. « Elle intéresse un nombre croissant d'universitaires, des praticiens et des décideurs politiques pour sa promesse de servir les clients à faible revenu (ou mal desservis) avec des solutions abordables ».

## Description
Le processus d'innovation frugale cherche à réduire la complexité et le coût de la chaîne de réalisation et de la solution créée dans un contexte où l'innovateur a généralement peu de moyens et où ses solutions doivent pouvoir s'adresser à un marché dit Bottom of the Pyramid,.
- La solution créée est épurée à son maximum pour répondre précisément au besoin sans concession sur ce dernier et sans ajout superflu. Cette simplicité de solution permet à l'innovateur de diminuer ses coûts, ainsi ses prix, pour finalement rendre sa solution accessible sur un marché pour lequel les solutions occidentales sophistiquées sont souvent inabordables[10].
- L'implémentation et les moyens de réalisation doivent être allégés et les plus efficaces possibles, d'une part pour diminuer coûts et prix, d'autre part car les moyens à disposition de l'innovateur frugal sont généralement réduits.
- Ceci nécessite d'avoir connaissance des besoins réels des consommateurs et de partir de cette connaissance pour innover[10],[11],[12].

## Origine
L'innovation frugale est inspirée du concept indien Jugaad qui précise que cette démarche est généralement utilisée dans un environnement difficile
Les pays en voie de développement jouent ainsi un rôle dans l'émergence de l'innovation frugale. Les faibles ressources disponibles imposent en effet aux innovateurs de ces pays de répondre aux besoins locaux par des solutions simples, peu coûteuses, ingénieuses. Ceci permet d'apparenter l'innovation frugale à ce qui est plus connu dans le monde occidental comme le Système D,.
Ingénierie frugale est un terme connexe et antérieur à l'innovation frugale utilisé par Carlos Ghosn au milieu des années 2000 à propos de la conception du modèle Logan de la marque Dacia,.

## Principes
Divers principes sont cités comme base de l'innovation frugale : la recherche d'opportunités dans l'adversité ; faire plus avec moins ; la flexibilité ; la simplicité ; l'intégration des marginaux (inclusivité) ; l'intuition ; la  frugalité ; l'agilité, l'utilisation de la sous-traitance, la création de nouveaux modèles économiques, la réutilisation de technologies existantes, la recherche d'économies d'échelle. 
Selon un article (2021) de Mokter Hossain (Centre d’entrepreneuriat, Collège de commerce et d’économie, Université du Qatar, Doha), dans le domaine de l'économie, il existe un dilemme et des chevauchements de concepts dans la définition de l'innovation frugale, qui induisent certaines limites à sa mise en oeuvre.
Cependant l'innovation frugale ne doit pas être confondue avec le concept de Low Cost quand ce dernier n'a pas d'autres buts que de proposer moins de services pour réduire les coûts et les prix ;  elle est plus proche du concept de Low tech. L'objet de l'innovation frugale est de comprendre un besoin, sans tenter de le simplifier, et d'y répondre précisément, de manière exhaustive mais avec aussi peu de sophistication que possible.
Intelligence artificielle frugale : en contexte de crise économique, climatique, environnementale ou pandémique, l'innovation frugale a été l'une des solutions adoptées, car pouvant « maximiser l'efficacité avec moins de ressources ». Selon Kannan Govindan (2022), vu sous diverses perspectives théoriques (triple résultat net, diffusion de l'innovation et théories des facteurs critiques de succès), l'Intelligence artificielle, combinée avec l'innovation frugale durable comme force motrice de sa mise en œuvre pourrait offrir de nouveaux atouts, à condition de bien identifier et respecter les facteurs critiques de succès d'une IA frugale et soutenable. Selon K Govindan, il y aurait 24 facteurs critiques de succès communs, parmi lesquels « "comprendre le concept d'IA" et "le niveau d'investissement en IA" dans l'innovation frugale soutenable sont identifiés comme les facteurs de succès les plus influents ».

## Dans l'économie et l'industrie
L'innovation frugale est souvent opposée à un modèle d'innovation économique et/ou industrielle « à l'occidentale », incarné et mis en oeuvre par de grands laboratoires de recherche et développement. Le manque de flexibilité, l'utilisation de processus rigides, l'inertie due à la taille des équipes et le besoin de fonds importants pour ce type d'innovation industrielle expliquent une incompatibilité apparente avec un modèle frugal.
Il est cependant fréquent de voir de grandes entreprises intégrer les usages de l'innovation frugale dans leurs stratégies et les accorder avec succès à leurs méthodes plus traditionnelles et plus coûteuses. Une complémentarité est à rechercher entre ces deux pratiques.
L'innovation frugale ne tend pas vers une innovation incrémentale en modifiant l'existant ou en ajoutant des fonctionnalités. Elle cherche un nouveau point de vue pour proposer des solutions en rupture.

## Exemples
- General Electric : MAC400[22]
- Dacia (Renault) Logan[23]
- Lampe frugale sans pile ni batterie[24]
- Foldscope[25]
- Paiement par téléphone mobile[26]
- Ampoules en bouteille d'eau[27]
- Tata Nano[28]
- Jerry Do-It-Together
- MittiCool : un réfrigérateur en terre glaise, inventé à la suite d'un tremblement de terre par un potier indien, qui obtiendrait les mêmes performances qu'un réfrigérateur classique, sans utiliser d'électricité et sans produire de déchets non-recyclables[29].
- Karenjy : voiture malgache